# American Nightmare 3 : Élections
Pour les articles homonymes, voir American Nightmare.
Série American Nightmare
American Nightmare 2: Anarchy
(2014) American Nightmare 4 : Les Origines
(2018)
Pour plus de détails, voir Fiche technique et Distribution.
American Nightmare 3 : Élections, ou La Purge : L’Année électorale au Québec, (The Purge: Election Year) est un thriller américain écrit et réalisé par James DeMonaco et sorti en 2016.
C'est le troisième volet de la série de films American Nightmare / La Purge, entamée en 2013 avec le film du même titre, également écrit et réalisé par James DeMonaco. Chronologiquement, il est l'avant-dernier de la franchise, se déroulant plusieurs années après les films et la série télévisée mais avant American Nightmare 5 : Sans Limites.
Il est suivi par un préquel intitulé American Nightmare 4 : Les Origines, toujours écrit par James DeMonaco mais réalisé par Gerard McMurray en 2018.

## Synopsis
En 2022, la jeune Charlie Roan assiste, impuissante, à la mort de ses parents torturés par un psychopathe le soir de la Purge annuelle, un événement où pendant une période de douze heures consécutives toute activité criminelle est permise.
En 2040, Charlie est maintenant sénatrice et se présente à l'élection présidentielle avec pour but principal d'abolir la Purge si elle est élue. Cela est vu d'un très mauvais œil par les Nouveaux Pères Fondateurs, le gouvernement réactionnaire et autoritaire des États-Unis pour qui le but secret de la Purge est de pouvoir se débarrasser des gens dans le besoin pour faire des économies mais également pour s'adonner à des jeux violents et macabres entre riches. Pour la première fois depuis sa création, la Purge instaure une nouvelle règle : plus aucun groupe ou citoyens ne sera exonéré. La NFFA décident donc que le soir de cette nouvelle Purge ils enverront un commando pour l'enlever et l'abattront lors de l'une de leurs cérémonies.
Parallèlement, Joe Dixon et son assistant Marcos apprennent que leur magasin ne pourra plus être assuré en cas de problème pendant la Purge à cause d'une augmentation des tarifs. Joe décide de passer la nuit sur le toit pour protéger le magasin des purgeurs. Il devient la cible de Kimmy, une adolescente psychopathe, qui souhaite se venger d'avoir été prise la main dans le sac en train de voler dans le magasin.
Au cours de la nuit de la Purge, Charlie est trahie par un agent de son équipe de protection. Son principal agent de sécurité, Leo Barnes, est alors contraint de la faire évacuer. En ville (Washington, D.C.), ils se font attaquer par un groupe de touristes, venu exprès dans le pays pour vivre la Purge, mais ils sont sauvés de justesse par Joe et Marcos.
Également aidé par Laney Rucker, une proche de Joe qui sort pour sauver des victimes les soirs de Purge, le groupe va devoir tenter de survivre mais surtout de sauver Charlie qui est leur seul espoir d'abolir la Purge.

## Fiche technique
Sauf indication contraire, les informations mentionnées dans cette section peuvent être confirmées par la base de données cinématographiques IMDb,  présente dans la section « Liens externes ».
- Titre original : The Purge: Election Year
- Titre français : American Nightmare 3 : Élections
- Titre québécois : La Purge : L’Année électorale
- Réalisation : James DeMonaco
- Scénario : James DeMonaco
- Direction artistique : David Blankenship
- Décors : Vanessa Knoll
- Costumes : Elisabeth Vastola
- Photographie : Jacques Jouffret
- Montage : Todd E. Miller
- Musique : Nathan Whitehead
- Casting : Terri Taylor
- Production : Michael Bay, Jason Blum, Andrew Form, Brad Fuller et Sébastien K. Lemercier
- Sociétés de production : Blumhouse Productions, Platinum Dunes et Man in a Tree Productions
- Société de distribution : Universal Pictures
- Budget : 10 millions de dollars[2]
- Pays d'origine :  États-Unis
- Langues originales : anglais
- Format : Couleur - 2.39 : 1 - son Dolby Digital / Dolby Surround 7.1 / Dolby Atmos
- Genre : Action, horreur, thriller et science-fiction
- Durée : 109 minutes
- Dates de sortie :
  -  États-Unis /  Canada /  Québec : 1er juillet 2016
  -  France : 20 juillet 2016
  -  Belgique : 27 juillet 2016
- Classifications : 
  - Interdit aux moins de 12 ans avec avertissement[3] en France par le CNC
  - 13+ (violence) au Québec par la Régie du cinéma
  - R (Restricted) aux États-Unis par le MPAA

## Distribution
- Frank Grillo (VF : Nessym Guetat ; VQ : Pierre Auger) : Leo Barnes
- Elizabeth Mitchell (VF : Rafaèle Moutier ; VQ : Isabelle Leyrolles) : la sénatrice Charlie Roan
  - Christy Coco : Charlie Roan jeune
- Mykelti Williamson (VF : Thierry Desroses ; VQ : Fayolle Jean Jr.) : Joe Dixon
- Joseph Julian Soria (en) (VF : Benjamin Penamaria ; VQ : Alexandre Fortin) : Marcos Dali
- Betty Gabriel (VF : Sara Martins ; VQ : Marie-Evelyne Lessard) : Laney Rucker
- Terry Serpico (VF : Patrick Béthune ; VQ : Benoît Rousseau) : Earl Danzinger
- Kyle Secor (VF : Bruno Dubernat ; VQ : Christian Perrault) : le révérend Edwidge Owens
- Edwin Hodge (VF : Jean-Baptiste Anoumon ; VQ : Iannicko N'Doua-Légaré) : Dante Bishop
- Raymond J. Barry (VF : Pierre Dourlens ; VQ : Denis Mercier) : Caleb Warrens, président des États-Unis et leader des NFFA
- Brittany Mirabile (VF : Camille Timmerman ; VQ : Ludivine Reding) : Kimmy
- Liza Colón-Zayas (VF : Emmanuelle Rivière) : Dawn
- Adam Cantor (VF : Pierre Tissot) : Éric
- Ethan Phillips (VF : Philippe Ariotti) : Couper
- Naheem Garcia (VF : Paul Borne) : Angel Munoz
- George Lee Miles (VF : Saïd Amadis) : Ike Jenkins
- Christopher James Baker : Harmon James
- David Aaron Baker : Tommy Roseland
- Jared Kemp (VF : Alex Fondja) : Rondo
- Johnnie Mae (VF : Frédérique Cantrel) : Mme Sabian

Version française
Studio de doublage : Dubbing Brothers
Direction artistique : Nathalie Régnier
Adaptation : François Vidal & Thierry Orieu
Sources et légende: Version française (VF) sur AlloDoublage et selon le carton de doublage ; Version québécoise (VQ) sur Doublage Québec

## Production

### Développement
En octobre 2014, il est annoncé que James DeMonaco reviendrait pour écrire et réaliser un troisième film. Il est également annoncé que les producteurs des deux premiers volets, Michael Bay, Jason Blum, Andrew Form, Brad Fuller et Sébastien K. Lemercier seraient tous de retour.

### Attribution des rôles
En août 2015, Frank Grillo signe pour reprendre son personnage du deuxième volet, Léo Barnes.
En septembre 2015, plusieurs acteurs et actrices signent pour rejoindre la distribution, incluant Betty Gabriel, Edwin Hodge, Kyle Secor, Joseph juilan Soria, Mykelti Williamson et Elizabeth Mitchell.

### Tournage
Le tournage du film a commencé le 16 septembre 2015. Bien que quelques scènes aient été tournées à Washington D.C., la majeure partie du film a été tournée dans le Rhode Island, notamment dans sa capitale, Providence, et à Woonsocket.

## Accueil

### Critiques
Le film reçoit généralement des critiques mitigées. Sur le site agrégateur de critiques Rotten Tomatoes, il obtient un score de 55 % de critiques positives, avec une note moyenne de 5,4/10 sur la base de 91 critiques positives et 74 négatives.
Le consensus critique établi par le site résume que le film n'est pas particulièrement subtil mais que le mélange de scènes chocs et de thèmes actuels en fait un divertissement efficace.
Sur Metacritic, il obtient un score de 55/100 sur la base de 31 critiques.

### Box-office
| Pays ou région        | Box-office      | Date d'arrêt du box-office | Nombre de semaines |
| --------------------- | --------------- | -------------------------- | ------------------ |
| États-Unis Canada     | 79 213 375 $    | 13 octobre 2016            | 15                 |
| France                | 702 611 entrées | 13 septembre 2016          | 8                  |
| Total hors États-Unis | 39 374 505 $    | 6 novembre 2016            | 18                 |
| Total mondial         | 118 587 880 $   | 6 novembre 2016            | 18                 |